# OGLE-TR-132
OGLE-TR-132 är en ensam stjärna i norra delen av stjärnbilden Kölen och har även variabelbeteckningen V742 Carinae eftersom dess skenbara ljusstyrka ändras när en av dess planeter passerar framför den. Den har en skenbar magnitud av ca 15,72 och kräver ett kraftfullt teleskop för att kunna observeras. Baserat på parallaxmätning inom Hipparcosuppdraget på ca 0,67 mas, beräknas den befinna sig på ett avstånd på ca 4 900 ljusår (ca 1 500 parsek) från solen.

## Egenskaper
OGLE-TR-132 är en gul till vit stjärna i huvudserien av spektralklass F och klassificeras som planetpassage-variabel. Den har en radie som är ca 1,3 solradier och är något varmare och mer ljusstark än solen.

## Planetsystem
År 2003 upptäckte Optical Gravitational Lensing Experiment (OGLE) periodisk nedtoning i stjärnans ljuskurva, vilket tyder på att ett objekt av planetarisk storlek passerar framför stjärnan. Eftersom röda dvärgar med låg massa och bruna dvärgar kan efterlikna en planet krävdes mätningar av radiella hastighet för att beräkna objektets massa. År 2004 visade sig objektet vara en ny transiterande exoplanet, OGLE-TR-132 B.
| Planet | Massa          | Halv storaxel (AE) | Siderisk omloppstid (d) | Excentricitet | Inklination | Radie |
| ------ | -------------- | ------------------ | ----------------------- | ------------- | ----------- | ----- |
| b      | 1,14 ± 0,12 MJ | 0,0306 ± 0,0008    | 1,68988 ± 0,000003      | 0             | -           | -     |